# Intecymbium
Intecymbium Miller, 2007 è un genere di ragni appartenente alla famiglia Linyphiidae.

## Distribuzione
L'unica specie oggi attribuita a questo genere è stata reperita in Cile e in Argentina, nella parte meridionale della Patagonia.

## Tassonomia
A dicembre 2011, si compone di una specie:
- Intecymbium antarcticum (Simon, 1895)[3] — Cile, Argentina